# روبرت سيمبسون وودوارد
روبرت سيمبسون وودوارد (بالإنجليزية: Robert Simpson Woodward)‏ (و. 1849 – 1924 م) هو رياضياتي، وعالم فلك، ومهندس، وأستاذ جامعي من الولايات المتحدة الأمريكية . وكان عضواً في الأكاديمية الوطنية للعلوم، والأكاديمية الأمريكية للفنون والعلوم .
توفي عن عمر يناهز 75 عاماً.

## التعليم
تعلم في جامعة ميشيغان